# 喀布爾戰役 (1992–1996)

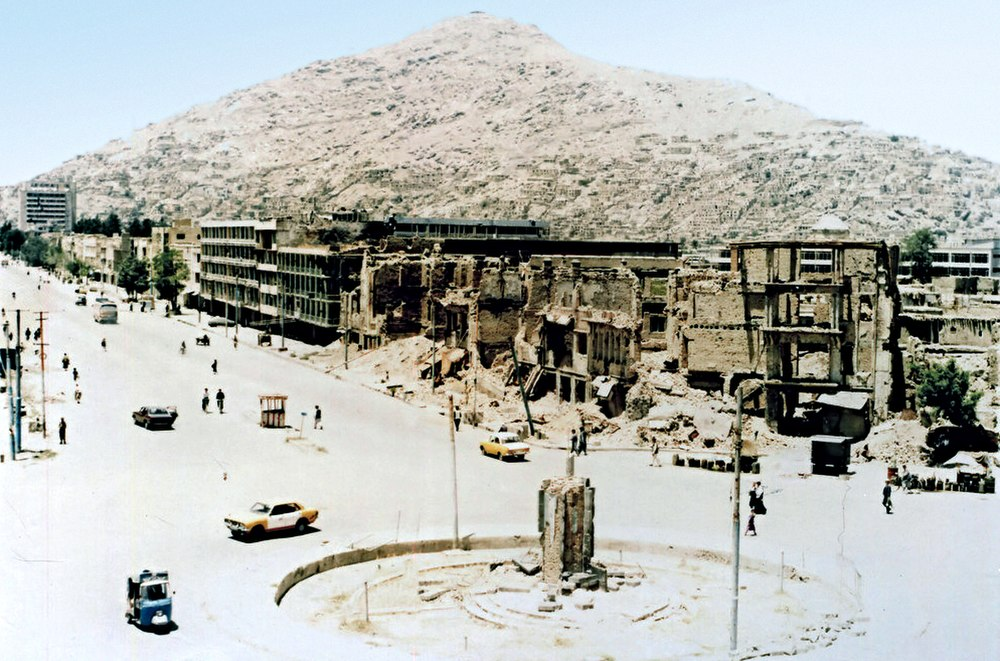
1993年喀布爾市中心的賈達·麥萬德路

喀布尔战役是1992年至1996年间衝突各方為爭奪喀布尔而爆發的战役。
1992年4月，穆罕默德·纳吉布拉的阿富汗人民民主黨政权垮台，阿富汗伊斯兰国成立。但此后不久，阿富汗伊斯蘭國當局、古勒卜丁伊斯兰党、塔利班等勢力為爭奪喀布爾而爆發衝突。1996年9月，塔利班占领喀布尔。